# Dom Polski w Ostrawie
Dom Polski (cz. Polský dům) – hotel i restauracja w Morawskiej Ostrawie, dzielnicy Ostrawy w Czechach, w budynku secesjonistycznym z 1900, wybudowanym pod nadzorem krakowskiego architekta Stanisława Bandrowskiego z inicjatywy kilku organizacji polskich, przy skrzyżowaniu ul. Žerotínovej i Poděbradovej, siedziba hotelu od lat 60. XX wieku.

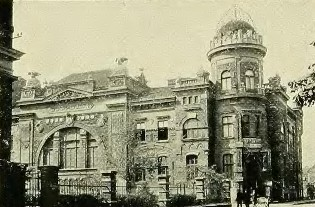
Dom Polski w 1911

Po kryzysie gospodarczym w latach 70. XIX wieku nastąpił gwałtowny rozwój nowoczesnego przemysłu górniczego w Zagłębiu Ostrawsko-Karwińskim, który wyrósł zdecydowanie na najważniejszą gałąź przemysłu w regionie i dającą najwięcej miejsc pracy. Nowym źródłem taniej siły roboczej stały się dziesiątki tysięcy imigrantów z zachodniej Galicji, a ich liczba w powstałym w 1900 roku powiecie politycznym Morawskiej Ostrawy przekroczyła 10 tysięcy. Zaczęły tu powstawać również polskie organizacje, np. oddział Towarzystwa Szkoły Ludowej z Krakowa, która chciała zająć się kwestią edukacji słabo wykształconej ludności napływowej. Powstał pomysł budowy polskiego ośrodka oświatowego i miejsca spotkań mniejszości polskiej, a jednym z najznamienitszych działaczy polskich był Wacław Seidl. W 1899 zaczęto zbiórkę składek na budowę Domu Polskiego, na początku głównie w Krakowie. Pieniądze darowali m.in. hr. Zamojski i hr. Tarnowski. Nadzór nad budową zlecono Stanisławowi Bandrowskiemu, mieszkającemu wówczas w Ostrawie. Jako budulec użyto również dwa wagony zniszczonych murów krakowskich, które do dziś są widoczne w dekoracji zewnętrznej budynku, podobnie jak piastowskie orły.
O pozwolenie na otwarcie domu do miejscowego komisariatu policji wystosowano 31 sierpnia 1900 roku. Uroczysta msza odbyła się w kościele św. Wacława, po czym procesja przeszła do nowego budynku. W otwarciu Domu Polskiego uczestniczył burmistrz Morawskiej Ostrawy Vojtěch Johanny. Po otwarciu Domu popadł on w poważne kłopoty finansowe, co groziło jego zamknięciem, do czego nie doszło dzięki skomercjalizowaniu budynku. Dom Polski stał się ośrodkiem kultury i edukacji polskiej, swoją siedzibę miały tu m.in. polska szkoła ludowa, która udzielała również kursy dla dorosłych niepiśmiennych imigrantów galicyjskich. Budynek gościł wędrowne zespoły teatralne L. Czytogórskiego, czy włoskiego piosenkarza Luigiego Cavanny. Znajdowały się tu również polskie biblioteka, czytelnia, kasa oszczędnościowa, stowarzyszenie Siła i inne organizacje.

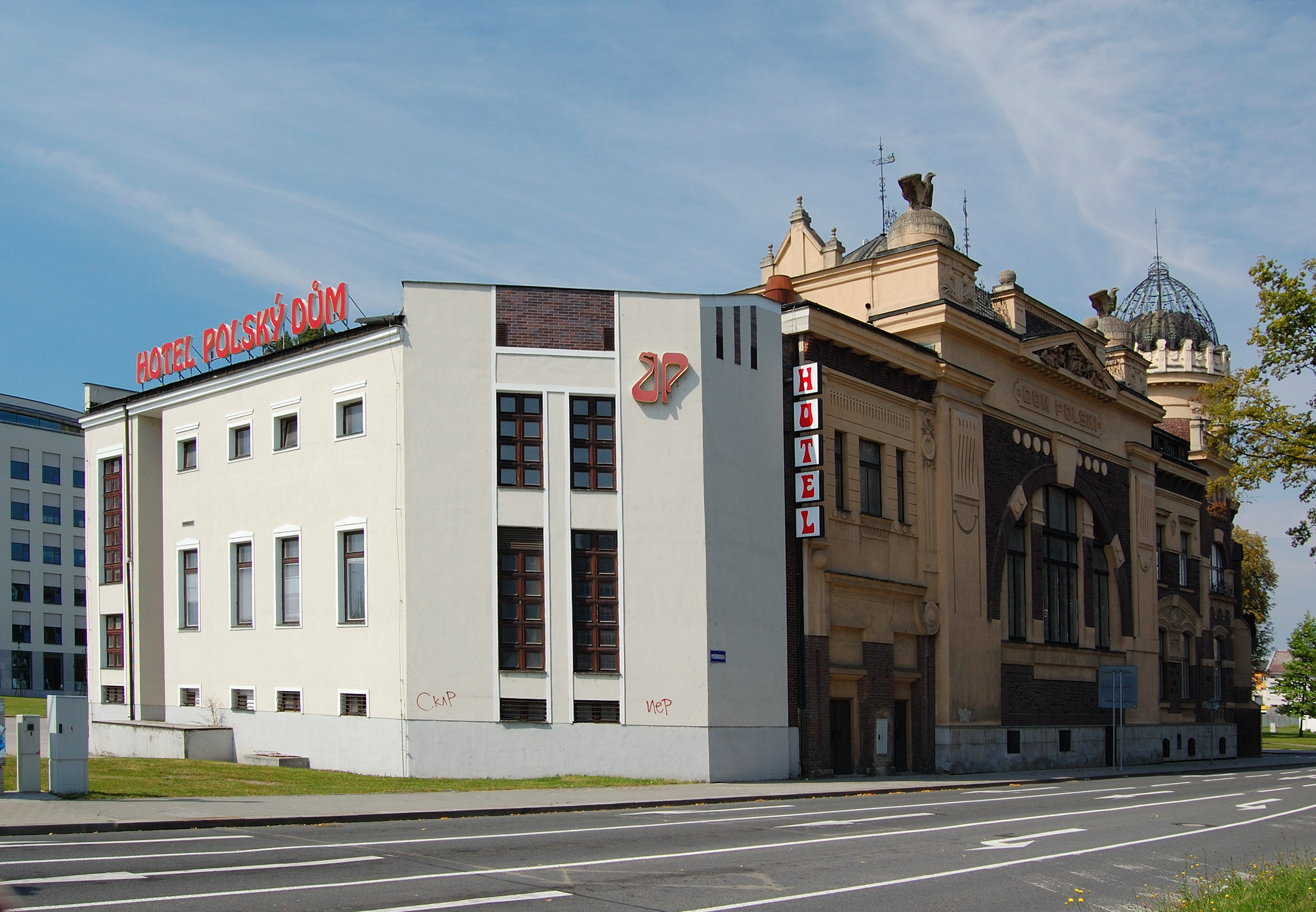
Dobudowa hotelu

Do przekształcenia w hotel doszło w latach 60. XX wieku. Po sprywatyzowaniu w 1991 hotel z trudem utrzymywał się finansowo. Jego współwłaścicielem były m.in. polskie organizacje mniejszościowe (społeczność ta liczy w Ostrawie około 1000 osób), które organizowały w nim m.in. Dni Polsko-Czeskie.